# Vesa-Matti Loiri
Vesa-Matti "Vesku" Loiri (Helsinki, 4 de enero de 1945-Helsinki, 10 de agosto de 2022) fue un actor, músico y comediante finlandés, más conocido por su papel de Uuno Turhapuro, a quien retrató en un total de veinte películas entre los años 1973 y 2004.

## Biografía
Loiri se convirtió en actor en 1962, cuando tuvo un papel en la película Pojat, dirigida por Mikko Niskanen. Loiri hizo su trabajo más reconocible con el comediante-director-productor Spede Pasanen, comenzando con la película Noin seitsemän veljestä. Spede y Loiri también desarrollaron su personaje muy popular, Uuno Turhapuro, que protagonizaría una de las series de películas más largas y comercialmente exitosas de Finlandia. En 2005, protagonizó la película Kaksipäisen kotkan varjossa, dirigida por Timo Koivusalo. Tres películas protagonizadas por Loiri se encuentran en la lista de las 20 mejores películas nacionales de mayor recaudación en Finlandia.
Como músico, Loiri también desarrolló una importante carrera. Representó a Finlandia en Eurovision 1980 con la canción "Huilumies", terminando en último lugar. Durante su carrera, Loiri ha vendido más de 730,000 discos certificados en Finlandia y actualmente es el quinto solista más vendido y el noveno artista más vendido de todos los tiempos en el país.
Loiri también ha tenido un interés de por vida en los deportes. Ocupó el cargo de Presidente de la Asociación de Billar de Finlandia durante varios años.

## Discografía

### Álbumes
- 1971: 4+20
- 1972: Vesku Suomesta
- 1973: Veskunoita
- 1974: Merirosvokapteeni Ynjevi Lavankopoksahdus
- 1977: Vesku Helismaasta
- 1978: Eino Leino
- 1980: Ennen viimeistä maljaa
- 1980: Eino Leino 2
- 1981: Vesa-Matti Loiri tulkitsee Oskar Merikannon lauluja
- 1983: Täällä Pohjantähden alla
- 1984: Lasihelmipeli
- 1985: Eino Leino 3
- 1986: Naurava kulkuri
- 1987: Voi hyvä tavaton
- 1988: Pim peli pom
- 1988: Sydämeeni joulun teen
- 1989: Unelmia
- 1990: Seitsemän kertaa
- 1994: Vesa-Matti Loiri
- 1995: Kaksin
- 1995: Uuno Kailas
- 1995: Nauravan kulkurin paluu
- 1997: Rurja

| Año  | Álbum                           | Posición | Certificación |
| Año  | Álbum                           | FIN      | Certificación |
| ---- | ------------------------------- | -------- | ------------- |
| 1998 | Sydämeeni joulun teen           | 6        |               |
| 2000 | Kirkkokonsertti                 | –        |               |
| 2001 | Eino Leino 4 – Päivän laskiessa | 6        |               |
| 2003 | Ystävän laulut                  | 1        |               |
| 2004 | Ystävän laulut II – Albatrossi  | 2        |               |
| 2004 | Ivalo                           | 1        |               |
| 2004 | Inari                           | 1        |               |
| 2008 | Kasari                          | 1        |               |
| 2009 | Hyvää puuta                     | 2        |               |
| 2010 | Skarabee                        | 3        |               |
| 2011 | 4+20 (re-release)               | 3        |               |
| 2013 | Tuomittuna kulkemaan            | 1        |               |
| 2014 | Kaikkien aikojen Loiri          | 6        |               |
| 2015 | Runoilijan tie                  | 29       |               |
| 2016 | Pyhät tekstit                   | 4        |               |

### Compilaciones
- 1973: Laulu on iloni ja työni
- 1992: Lapin kesä
- 1996: 20 suosikkia – Lapin kesä
- 1996: 20 suosikkia – Saiskos pluvan
- 1999: Lauluja rakastamisen vaikeudesta
- 2001: Kaikki parhaat

| Año  | Álbum                                                      | Posición | Certificación |
| Año  | Álbum                                                      | FIN      | Certificación |
| ---- | ---------------------------------------------------------- | -------- | ------------- |
| 2001 | Parhaat – Vesku Suomesta                                   | 18       |               |
| 2007 | Ystävän laulut 1 & 2 (compilation of 2003 and 2004 albums) | 12       |               |
| 2008 | Naurava Kulkuri – Huumorinkukkia                           | 17       |               |
| 2012 | Lauluni aiheet I                                           | 14       |               |
| 2012 | Lauluni aiheet II                                          | 27       |               |
| 2012 | Lauluni aiheet III                                         | 28       |               |

### Sencillos
- 2008: "Sydämeeni joulun teen" (No. 14 en el Finnish Singles Chart)
- 2009: "Hyvää puuta" (No. 19 en el Finnish Singles Chart)

## Filmografía
- Road North (2012)
- The Storage (2011)
- Shadow of the Eagle (2005; en finés: Kaksipäisen kotkan varjossa)
- Uuno Turhapuro – This Is My Life (2004)
- Bad Boys (2003; en finés: Pahat pojat)
- Rumble (2002)
- Hurmaava joukkoitsemurha (2000)
- Talossa on Saatana (1999)
- History Is Made at Night (1999)
- Sokkotanssi (1999)
- Johtaja Uuno Turhapuro – pisnismies (1998)
- Kummeli: Kultakuume (1997)
- Ruuvimies (1995)
- Kesäyön unelma (1994)
- Vääpeli Körmy – Taisteluni (1994)
- Uuno Turhapuron poika (1993)
- Ripa ruostuu (1993)
- Kuka on Joe Louis? (1992)
- Uuno Turhapuro, Suomen tasavallan herra presidentti (1992)
- Vääpeli Körmy ja vetenalaiset vehkeet (1991)
- Uuno Turhapuro, herra Helsingin herra (1991)
- Uunon huikeat poikamiesvuodet maaseudulla (1990)
- Tupla-Uuno (1988)
- Uuno Turhapuro – kaksoisagentti (1987)
- Älä itke Iines (1987)
- Pikkupojat (1986)
- Liian iso keikka (1986)
- Uuno Turhapuro muuttaa maalle (1986)
- Uuno Epsanjassa (1985)
- Hei kliffaa hei! (1985)
- Kepissä on kaksi päätä (1985)
- Uuno Turhapuro armeijan leivissä (1984)
- Lentävät luupäät (1984)
- Uuno Turhapuron muisti palailee pätkittäin (1983)
- Jon (1983)
- Ulvova mylläri (1982)
- Uuno Turhapuro menettää muistinsa (1982)
- Uuno Turhapuron aviokriisi (1981)
- Pedon merkki (1981)
- Tup-akka-lakko (1980)
- Koeputkiaikuinen ja Simon enkelit (1979)
- Rautakauppias Uuno Turhapuro, presidentin vävy (1978)
- Häpy Endkö? Eli kuinka Uuno Turhapuro sai niin kauniin ja rikkaan vaimon (1977)
- Tykkimies Kauppalan viimeiset vaiheet (1977)
- Lottovoittaja UKK Turhapuro (1976)
- Seitsemän veljestä (1976)
- Rakastunut rampa (1975)
- Professori Uuno D.G. Turhapuro (1975)
- Robin Hood ja hänen iloiset vekkulinsa Sherwoodin pusikoissa (1974)
- Uuno Turhapuro (1973)
- Lasinen eläintarha (1973)
- Hellyys (1972)
- Hirttämättömät (1971)
- Kahdeksas veljes (1971)
- Jussi Pussi (1970)
- Pohjan tähteet (1969)
- Leikkikalugangsteri (1969)
- Näköradiomiehen ihmeelliset siekailut (1969)
- Oma (1969)
- Noin seitsemän veljestä (1968)
- Luule kanssamme (1968)
- Lapualaismorsian (1967)
- Pojat (1962)